# Antoon van Thiel
Antonius Wilhelmus van Thiel (Beek en Donk, 1870 - Helmond, 1955), roepnaam Antoon, was ondernemer te Helmond. Zijn bijnaam was: pasteurke Van Thiel.
Hij was de zoon van Martinus van Thiel, eigenaar van de draadnagelfabriek Gebroeders van Thiel, en Maria Smulders. In 1914 trouwde hij met Anna Gerrada Maria Snijder (1880-1950).  
Antoon van Thiel was een overtuigd katholiek, hetgeen zijn gehele levensloop zou tekenen. Aanvankelijk wilde hij dan ook priester worden, en volgde de opleiding daartoe bij de Missionarissen van Scheut, maar in 1895 verliet hij het seminarie en kreeg een functie in de fabriek van zijn vader. Hij bleef vroom en ging iedere dag om 6 uur 's ochtends naar de vroegmis. Ook bleef hij zijn kennis van het Latijn bijhouden.
Als fabrikant was Antoon bezorgd over de opkomst van seculiere stromingen, zoals het socialisme, en bovenal baarde de opkomst van "rode" vakbonden hem grote zorgen. Ook het Vaticaan deelde deze zorg, en Paus Pius XI stelde in 1925 het feest van Christus Koning in om het geloof te versterken. Dit alles sprak Antoon zeer aan, en hij richtte in 1929 de stichting Kruis aan de Weg op. De bedoeling daarvan was om overal langs gevaarlijke kruispunten in Noord-Brabant grote wegkruisen op te richten. Deze moesten zowel de automobilist tot bescherming bieden, alsook Brabant voor Christus bewaren, waartoe teksten als: Mensch, redt uw ziel werden aangebracht. De kruisen werden in serie vervaardigd door de firma Verbraak & Zonen te Tilburg. De manshoge corpora waren van beton en alle 70 wegkruisen die van 1929-1931 langs de Noord-Brabantse wegen geplaatst zijn zijn identiek. Van deze wegkruisen is een aantal behouden, deze zijn als monument beschermd.
Antoon was niet bijzonder sociaal, hij dacht strikt hiërarchisch en ging, evenals pastoors uit die tijd, op huisbezoek bij de gezinnen van "zijn" arbeiders om ze op de wenselijkheid van een grote kinderschaar te wijzen. Mogelijk dat dit, naast zijn seminarieverleden, hem de bijnaam pasteurke opleverde. Met sociale voorzieningen was hij uiterst karig.
De hardnekkige overlevering wil dat hij, als vrouwengek, een aantal - wisselend qua aantal volgens de verschillende 'bronnen' - buitenechtelijke kinderen verwekte. De zonde kocht hij af met goede werken. Ook werd Antoon bekend door de aankoop van de villa Peapark, na het faillissement van Piet de Wit, om deze in 1928 te laten slopen.